# Mario Enrique Quirós Quirós
Mario Enrique Quirós Quirós (* 19. Januar 1967 in Paraíso, Costa Rica) ist ein costa-ricanischer Geistlicher und römisch-katholischer Bischof von Cartago.

## Leben
Mario Enrique Quirós Quirós empfing am 8. Dezember 1994 das Sakrament der Priesterweihe.
Am 4. März 2017 ernannte ihn Papst Franziskus zum Bischof von Cartago. Der emeritierte Bischof von Cartago, José Francisco Ulloa Rojas, spendete ihm am 13. Mai desselben Jahres die Bischofsweihe; Mitkonsekratoren waren der Erzbischof von San José de Costa Rica, José Rafael Quirós Quirós, und der Bischof von Puntarenas, Oscar Gerardo Fernández Guillén.